# Osmia sanctaerosae
Osmia sanctaerosae är en biart som beskrevs av Cockerell 1910. Osmia sanctaerosae ingår i släktet murarbin, och familjen buksamlarbin. Inga underarter finns listade i Catalogue of Life.